# Горна-Оряховица
Го́рна-Оря́ховица (болг. Горна Оряховица; болг. дореф. Горна-Орѣховица) — город в Болгарии. Находится в Великотырновской области, административный центр общины Горна-Оряховица. Население города — 32 436 жителей (на 2010 год).
| Год  | Население |
| ---- | --------- |
| 1985 | 40 890    |
| 1992 | 38 914    |
| 2000 | 36 734    |
| 2005 | 34 102    |
| 2010 | 32 436    |

## Местная администрация
Кмет (мэр) общины Горна-Оряховица — Николай Рашков.

## История

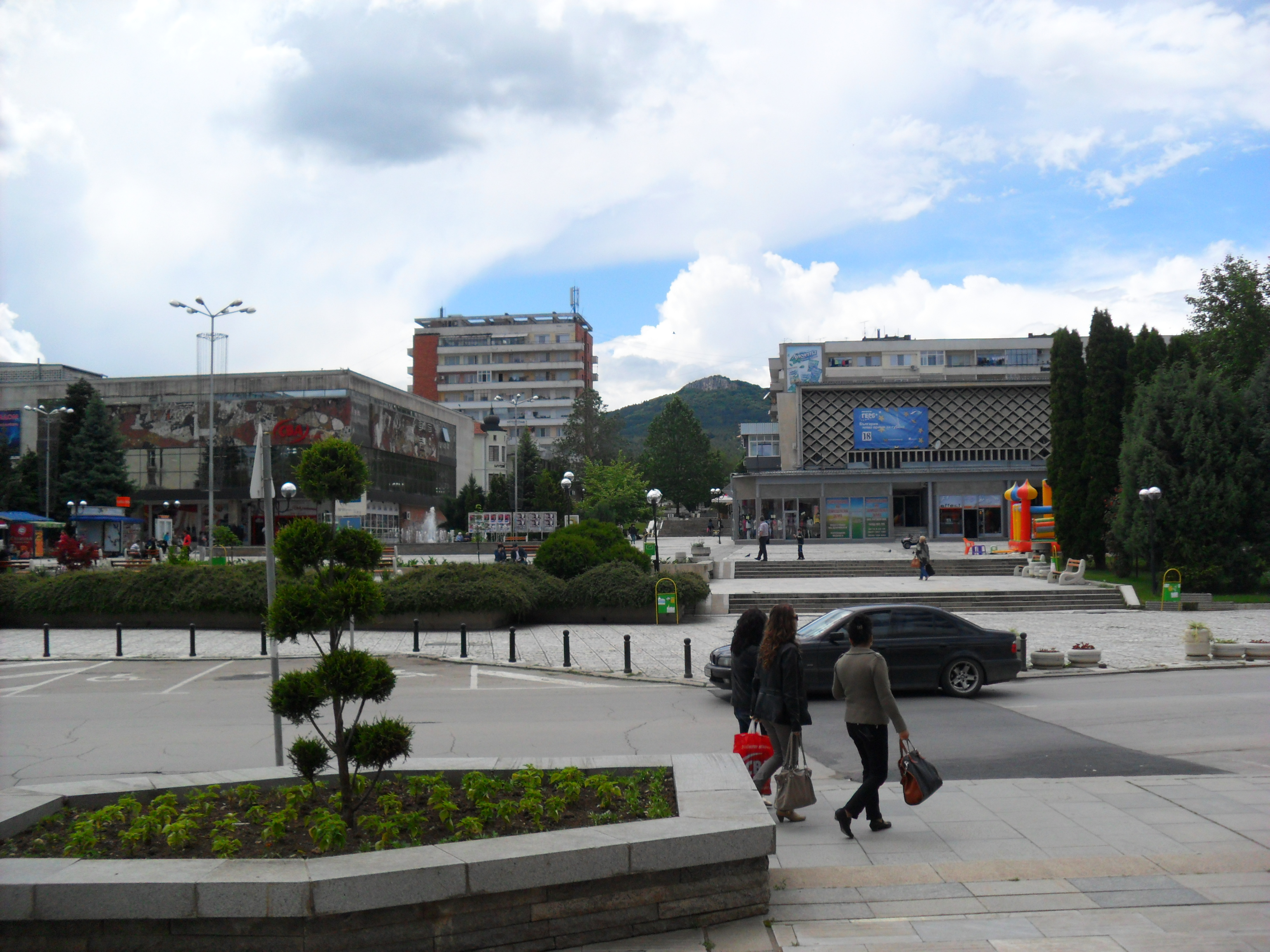
Горна-Оряховица центр

Следы присутствия человека в районе города отмечены со второй половины V столетия до н. э. В районе между холмом Камака и плато Арбанаси найдены останки позднего фракийского поселения. Его жители принадлежали к племени Krobizi. Они возвели крепость Камака, существовавшую с 5 до 1 века до н. э., когда на её руинах римляне построили собственное укреплённое поселение. Оно постепенно обрело экономическую мощь, в основном благодаря выращиванию винограда и производству вина. Жизнь поселения продолжалась до прихода славян в VI—VII веке. Нет вещественных доказательств оседлой жизни на этом месте с VII по XII века.
По султанскому указу (фирману) с 1538 года город получил привилегированный статус и стал быстро развиваться как центр торговли и коммерческой деятельности.
Первая школа в городе была открыта в 1822 году.
Во время подготовки Апрельского восстания 1876 года город стал центром второго революционного округа. Во время восстания город был спасён от поджогов со стороны турецких банд благодаря Елене Гранчаровой.
Во время Русско-турецкой войны 1877—1878 в городе проживало 5000 жителей. Первым мэром города стал Радко Радославов. В 1895 году в городе была открыта первая больница. В 1899 году построена железнодорожная станция. Крупнейший сахарный завод Балканского полуострова был создан здесь в 1912 году с чешским капиталом. В 1925 году вблизи города был создан аэродром, который используется и сегодня. 29 марта 1925 года в городе проводилась Международная мостреная ярмарка в Болгария.

## Образование

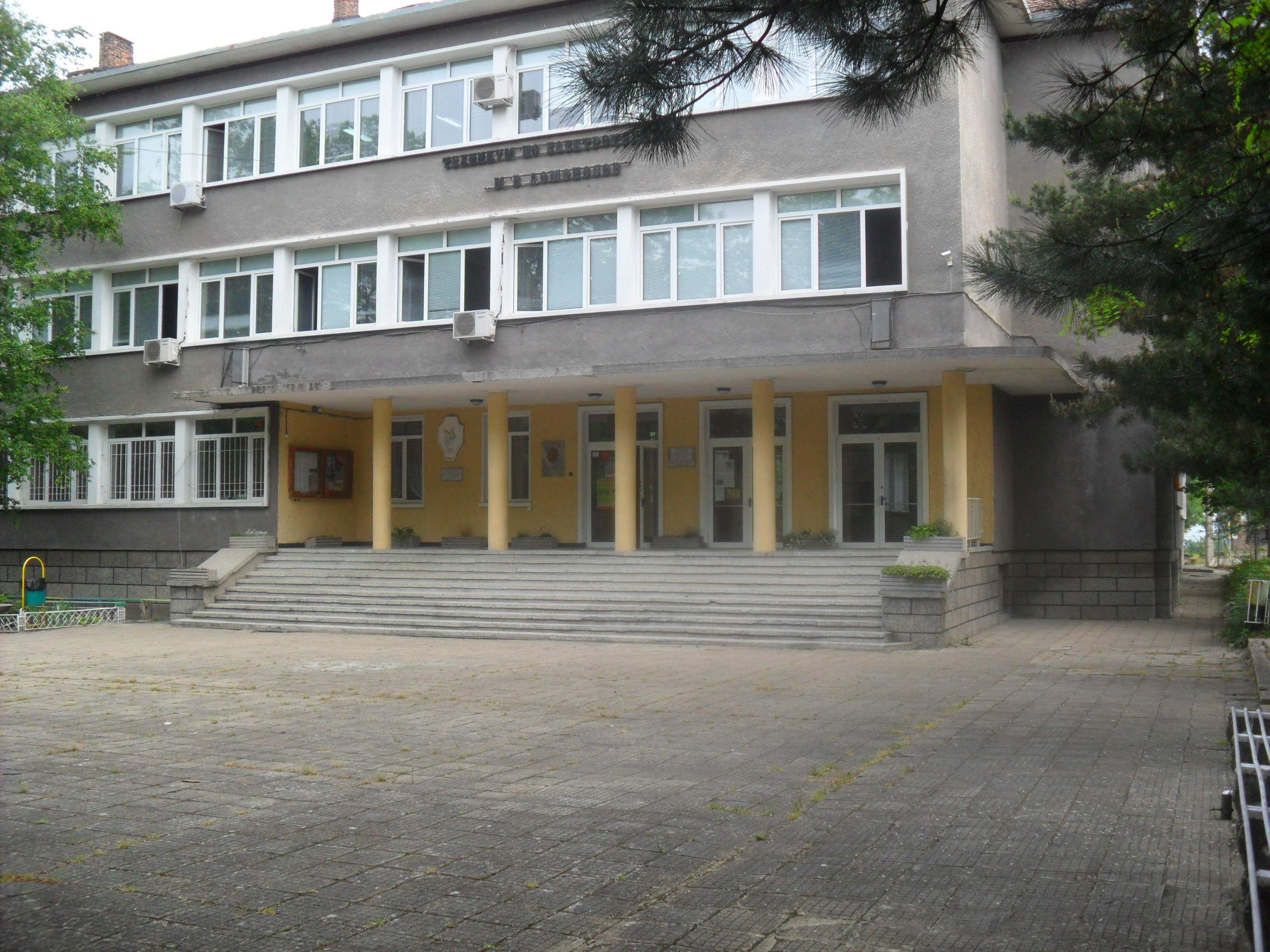
Профессиональная школа по электротехнике и электронике «Михайло Васильевич Ломоносов»

- Профессиональная гимназия электротехники и электроники «Михайло Васильевич Ломоносов» — создана в 1959 году Марко Илиевым. Сначала учебный процесс осуществлялся в здании гимназии Георги Измирлиева. Гимн школы был создан преподавателем болгарского языка Йорданом Йордановым. Основными направлениями в школе были: Радио и телевизионная техника, Электрические машины и аппараты. Строительство нового здания школы началось в 1960 году и было окончено в 1965-м. Покровителем школы был выбран Михаил Васильевич Ломоносов. После 1963 года школа носит название «Техникум электротехники „М. В. Ломоносов“». В 1982 году школа стала членом ЮНЕСКО. В 2000 году школа получила нынешнее название.
- Профессиональный техникум «Васил Левски»
- Профессиональные школы лёгкой промышленности и экономики «Атанас Буров»
- Профессионально-техническое училище железнодорожного транспорта «Никола Вапцаров»
- Профессионально-техническое училище пищевых технологий «Проф. Доктор Асен Златарова»
- Начальная школа «Иван Вазов»
- Начальная школа «Св. св. Кирил и Методий»
- Начальная школа «Св. П. Хилендарски»

## Общественный центр
- Культурный центр «Братья Грънчарови»
- Читалище «Прогресс 1869» (общественный центр)

## Транспорт
- Железнодорожная станция Горна-Оряховица — это крупнейший железнодорожный узел в Северной Болгарии
- Горна-Оряховица (аэропорт)

## Спорт
- Футбольный клуб «Локомотив» (Горна-Оряховица)
- Гандбольный клуб «Локомотив»
- Гандбольный клуб «Раховец»
- Баскетбольный клуб «Локомотив-99»

## Экономика

### Промышленность
- Сахарные заводы Горна-Оряховица (созданный 1912) — крупнейший производитель сахара и изделий из сахара
- Складская техника — производство Электрооборудование, платформы, краны, детали машин
- Бултраф — производство трансформеры

## Известные уроженцы
- Валерий Божинов (род. 1986) — известный болгарский футболист.